# ГЕС Тусса
ГЕС Тусса — гідроелектростанція на півдні Норвегії за чотири з половиною десятки кілометрів на південний схід від Алесунну. Використовує ресур із ряду річок, котрі течуть до Hjorundfjorden (південна затока великого фіорду Storfjorden, який біля Алесунна з'єднується з Норвезьким морем через Sukafjorden) та Nordfjord (виходить до Норвезького моря південніше від Storfjorden).
Головним водосховищем станції є Tyssevatnet, розташоване на річці Tusselva, котра впадає до Hjorundfjorden. Ця водойма має площу поверхні 3,25 км2 та корисний об'єм 107 млн м3, що забезпечується коливання рівня між позначками 611 та 656 метрів НРМ. Окрім власного стоку, до Tyssevatnet подається додатковий ресурс, при цьому найбільш масштабна водозбірна система створена на південний захід від резервуару. Її центральний тунель починається в районі зустрічі трьох відгалужень, котрі прямують від:
- водосховища Store Skipedalsvatnet (корисний об'єм 13,6 млн м3), котре природним шляхом дренується через Vikelva (впадає до Hjorundfjorden дещо західніше від Tusselva);
- водозабору на Raustadbekken, правій притоці Vikelva;
- трьох водозаборів у сточищі Guridola, правої притоки Litledola, яка в свою чергу є правим допливом Hjortedola (впадає праворуч до Hornindalsvassdraget, котра тече до Nordfjord).
Зазначені відгалуження мають довжину 1,5 км, 2,8 км та 2 км відповідно. Об'єднаний тунель довжиною біля 8,5 км далі прямує переважно по сточищу Hornindalsvassdraget, збираючи ресурс із водозаборів на Litledola, Blabredola (інша права притока Hjortedola) та самій Hjortedola.
Крім того, до Tyssevatnet вода надходить і з трьох інших напрямів:
- з півдня із озера Blavatnet (дренується Saeterelva, правою притокою Hornindalsvassdraget) через тунель довжиною біля 0,5 км;
- з північного заходу із річечки Kardalselva (впадає до Hjorundfjorden північніше від Tusselva) по тунелю довжиною біля 2,5 км;
- із заходу зі струмка Tverrelva (приєднується ліворуч до Tusselva нижче від Tyssevatnet) за допомогою тунелю довжиною лише кілька сотень метрів.
Із Tyssevatnet по правобережжю Blåelva прокладено головний дериваційний тунель, який прямує до розташованого за понад 2 км машинного залу. Останній обладнаний двома турібнами типу Пелтон загальною потужністю 64 МВт, котрі використовують напір у 646 метрів та забезпечують виробництво 242 млн кВт-год електроенергії на рік.
Відпрацьована вода по відвідному тунелю довжиною дещо менше за 1 км транспортується до Hjorundfjorden.